# Cary Stayner
Cary Stayner (Merced, 13 agosto 1961) è un assassino seriale statunitense, attualmente nel braccio della morte per gli omicidi di quattro donne a Yosemite. Le vittime furono Carole Sund, sua figlia Julie, Silvina Pelosso e Joie Armstrong.

## Biografia
Stayner ha affermato, dopo il suo arresto, che aveva cominciato a fantasticare di uccidere donne all'età di sette anni. La vita familiare di Stayner fu traumatica. Suo fratello minore, Steven, fu rapito da bambino, da un pedofilo di nome Kenneth Parnell nel 1972 e tenuto prigioniero per più di sette anni, prima di riuscire a fuggire e riunirsi alla sua famiglia. Stayner in seguito dirà che si era sentito trascurato dai suoi genitori, addolorati per la perdita di Steven.
Quando Steven fuggì e tornò a casa nel 1980, ricevette l'attenzione dei mass media (fu scritto un romanzo giallo e venne fatto un film per la TV), e questo inasprì ulteriormente il rapporto con suo fratello maggiore. Steven poi morì in un incidente in moto nel 1989. L'anno successivo, lo zio di Cary Stayner fu assassinato. Cary tentò il suicidio nel 1991 e fu arrestato nel 1997 per possesso di marijuana e metanfetamine, anche se le accuse furono poi lasciate cadere.
Nel 1997, fu assunto come tuttofare a Cedar Lodge in Yosemite, dove, tra il febbraio e luglio 1999, uccise quattro donne. Fu inizialmente indiziato quando vennero trovate le prime tre vittime, ma non fu seriamente considerato come un sospetto. Quando fu trovato nel mese di luglio, fu interrogato e arrestato di nuovo, dopo un mandato di perquisizione del suo camion, perché si pensava che le vittime venissero uccise nel camion. Alla fine confessò tutti e quattro gli omicidi.
Stayner fu dichiarato non colpevole per infermità mentale. I suoi avvocati citarono una storia familiare di abusi sessuali e la malattia mentale, che si manifestò non solo negli omicidi, ma anche come pedofilia e disturbo ossessivo-compulsivo. È stato comunque trovato sano di mente e condannato per quattro capi d'omicidio di primo grado da una giuria nel 2001. Nel 2002, mentre scontava la pena del suo processo, fu condannato a morte. È tuttora pendente un ricorso in merito.
L'FBI fu pesantemente criticato per non aver arrestato Stayner prima che uccidesse la sua quarta vittima. Ad oggi, nessun altro è stato accusato in relazione ai crimini di Stayner.